# Melão coreano
O melão coreano ou chamoe (em coreano:  참외 [tɕʰa.mwe], literalmente "verdadeiro melão"), também conhecido como melão oriental, é um tipo de melão cultivado no leste da Ásia.

## Produção
Em 2017 na Coreia do Sul, 41 943 hectares (100 000 acre(s)s) de terra foram usados para o cultivo, produzindo cerca de 166 281 toneladas (180 000 tonelada curtas) de melões coreanos. O condado Seongju, na província Gyeongsang do Norte, é famoso por ser o centro do cultivo de melão coreano, com fazendas da região representando 70% da produção total do país.

## Consumo
O melão fresco, com fina casca e pequenas sementes, pode ser comido inteiro. É notavelmente menos doce que as variedades ocidentais de melão, e consiste em cerca de 90% de água. Seu sabor foi descrito como um cruzamento entre um melão e um pepino.
A fruta é bastante consumida na Coreia, onde é considerada uma fruta representativa do verão. Na culinária coreana, Os melões são também frequentemente conservados de comidos como jangajji.

## Na cultura
Os números 94 e 114 do Tesouros nacionais da Coreia do Sul são ambos formados na forma de um melão coreano.

## Galeria

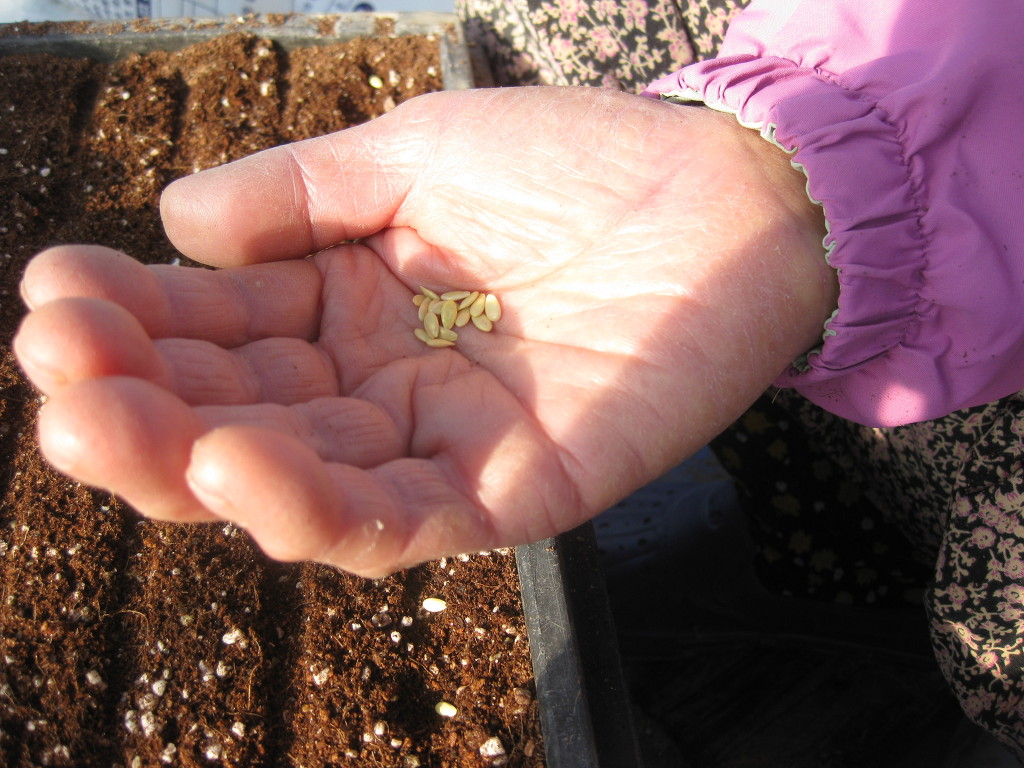
Sementes
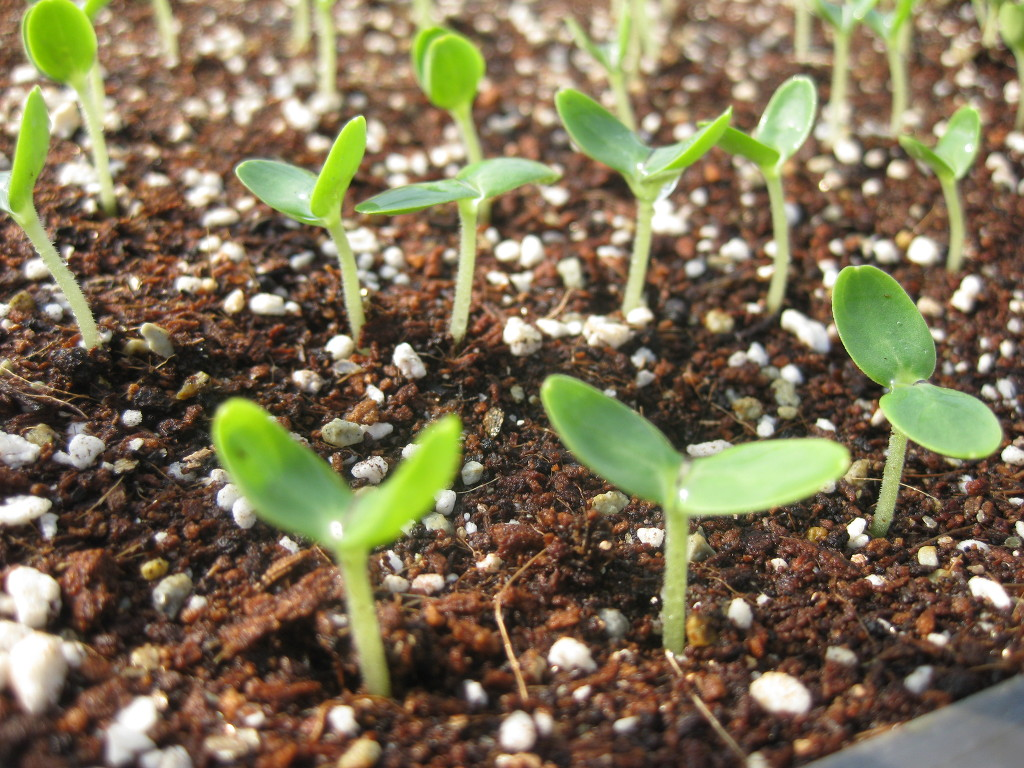
Mudas (6 dias)
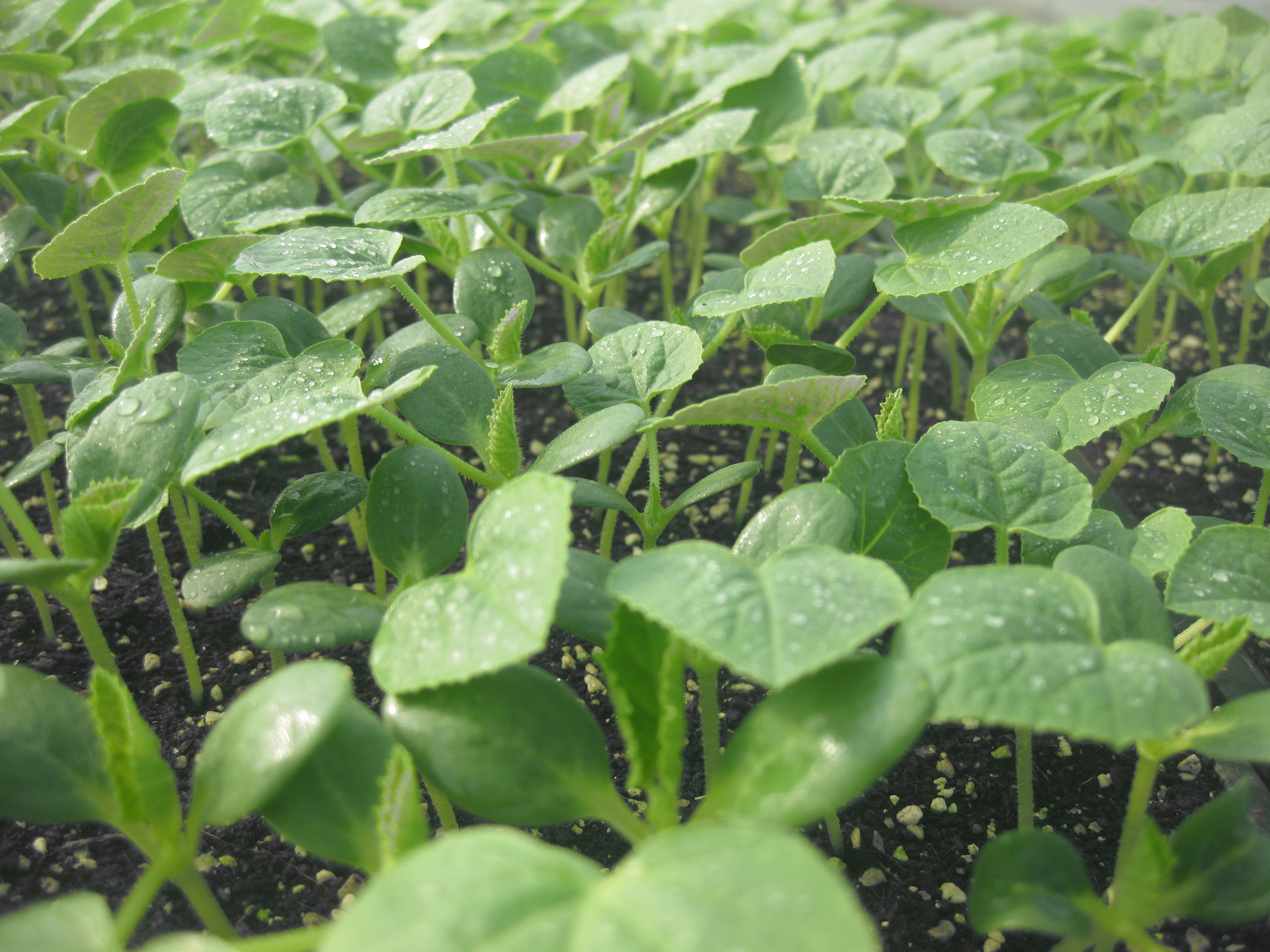
Plantas jovens (12 dias)
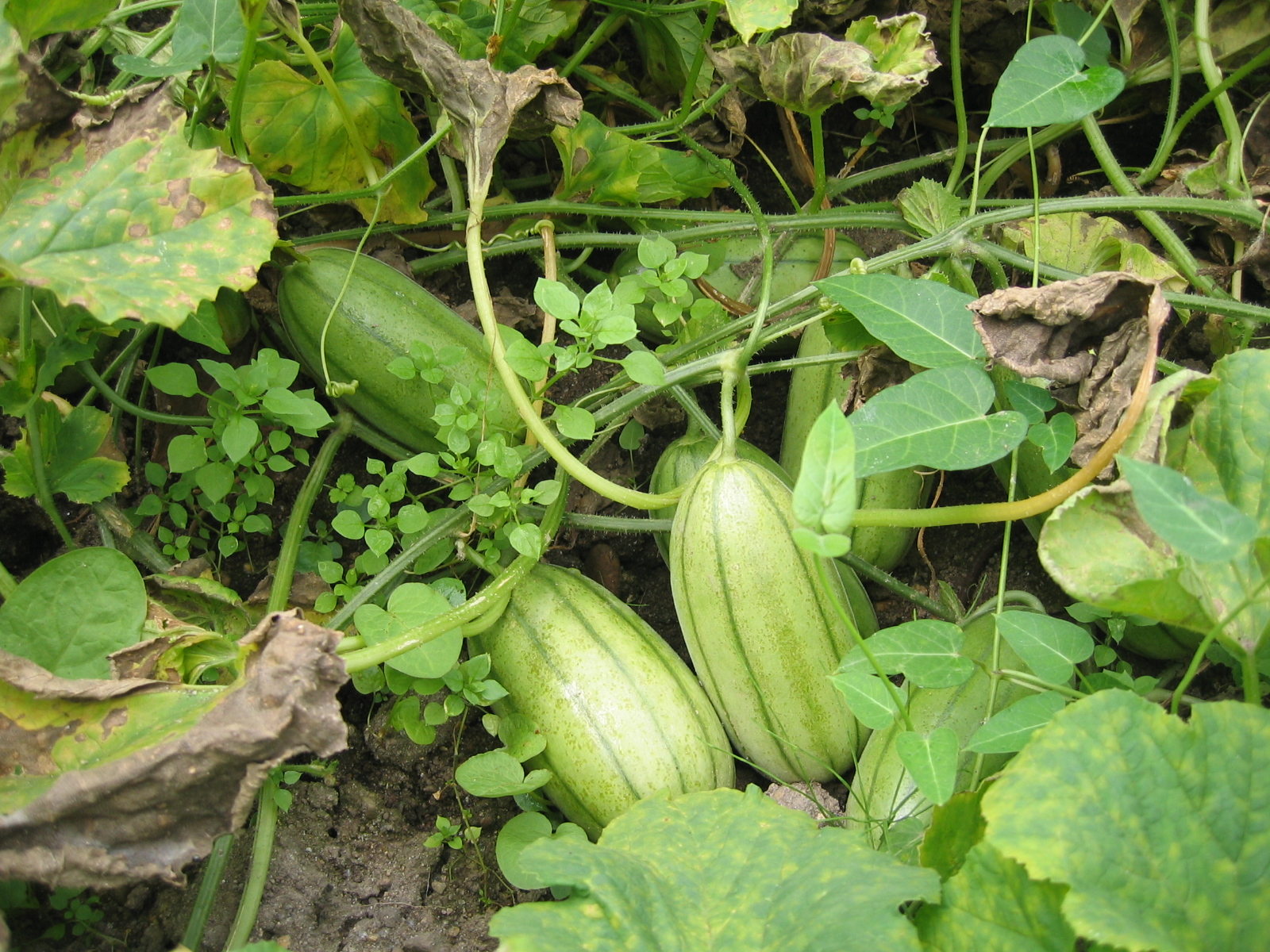
Melões verdes
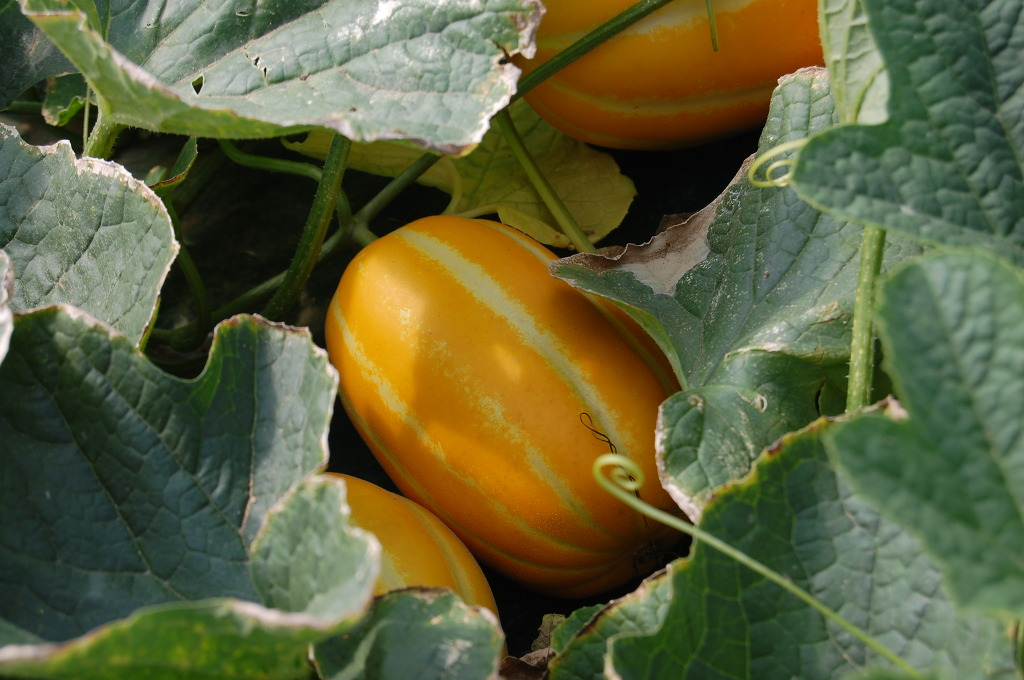
Melões maduros
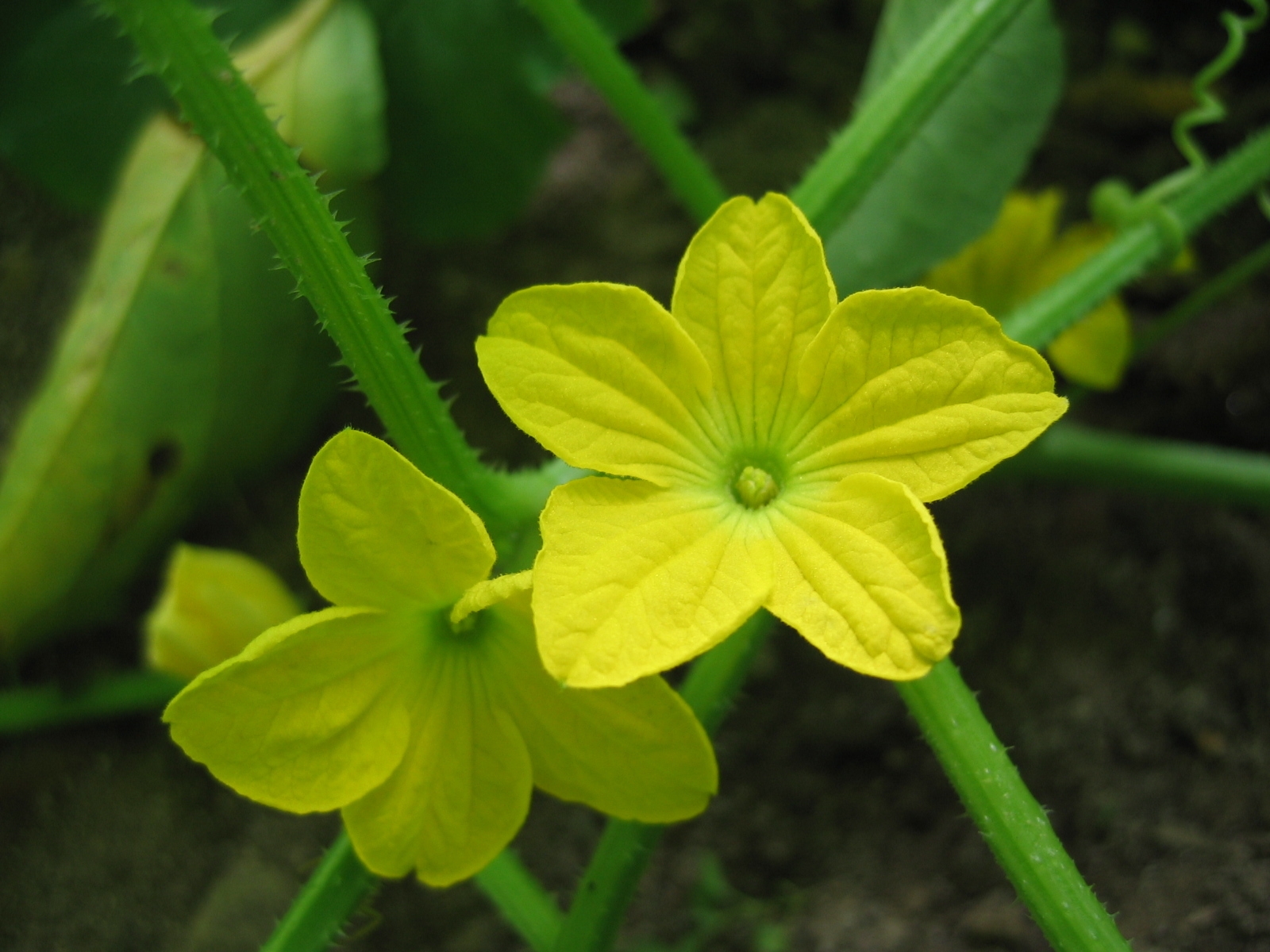
Flores
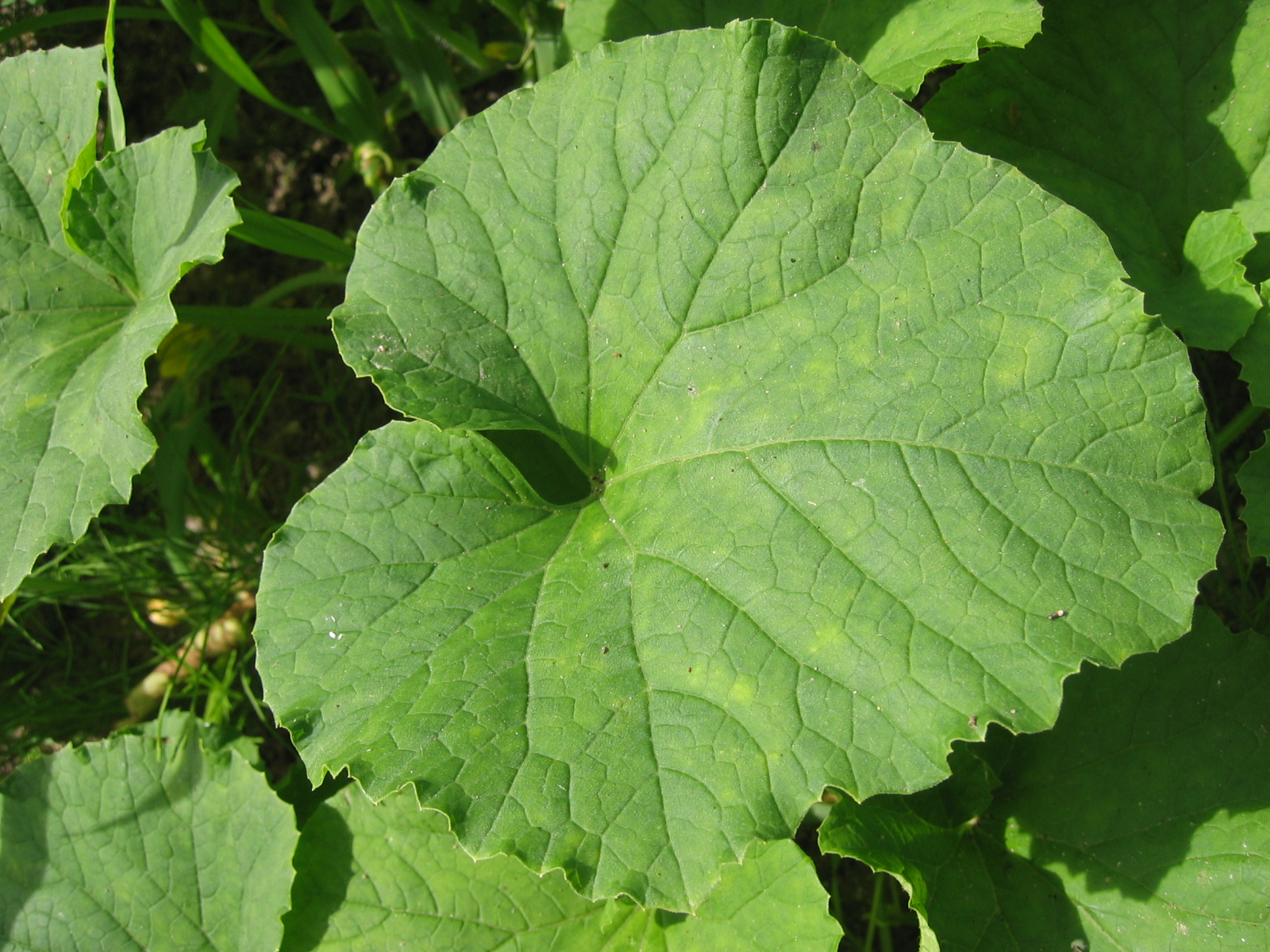
Folhas
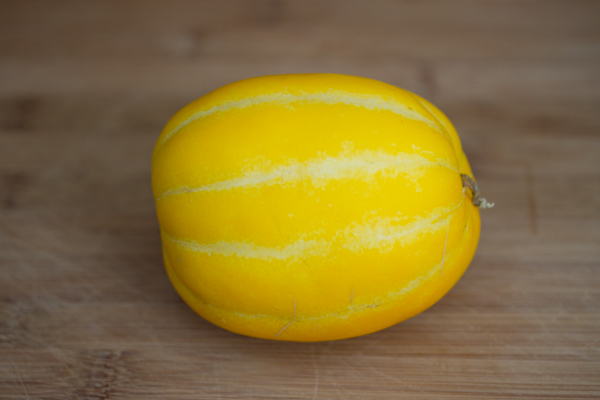
Um melão coreano
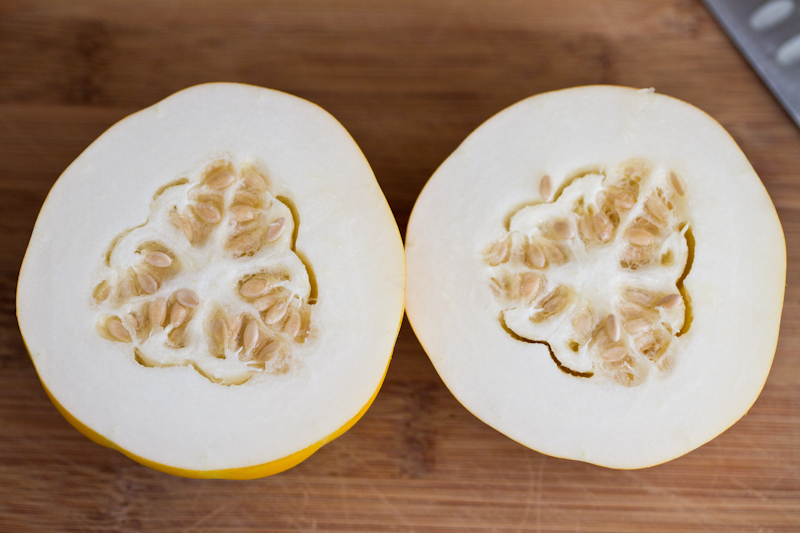
Secção transversal
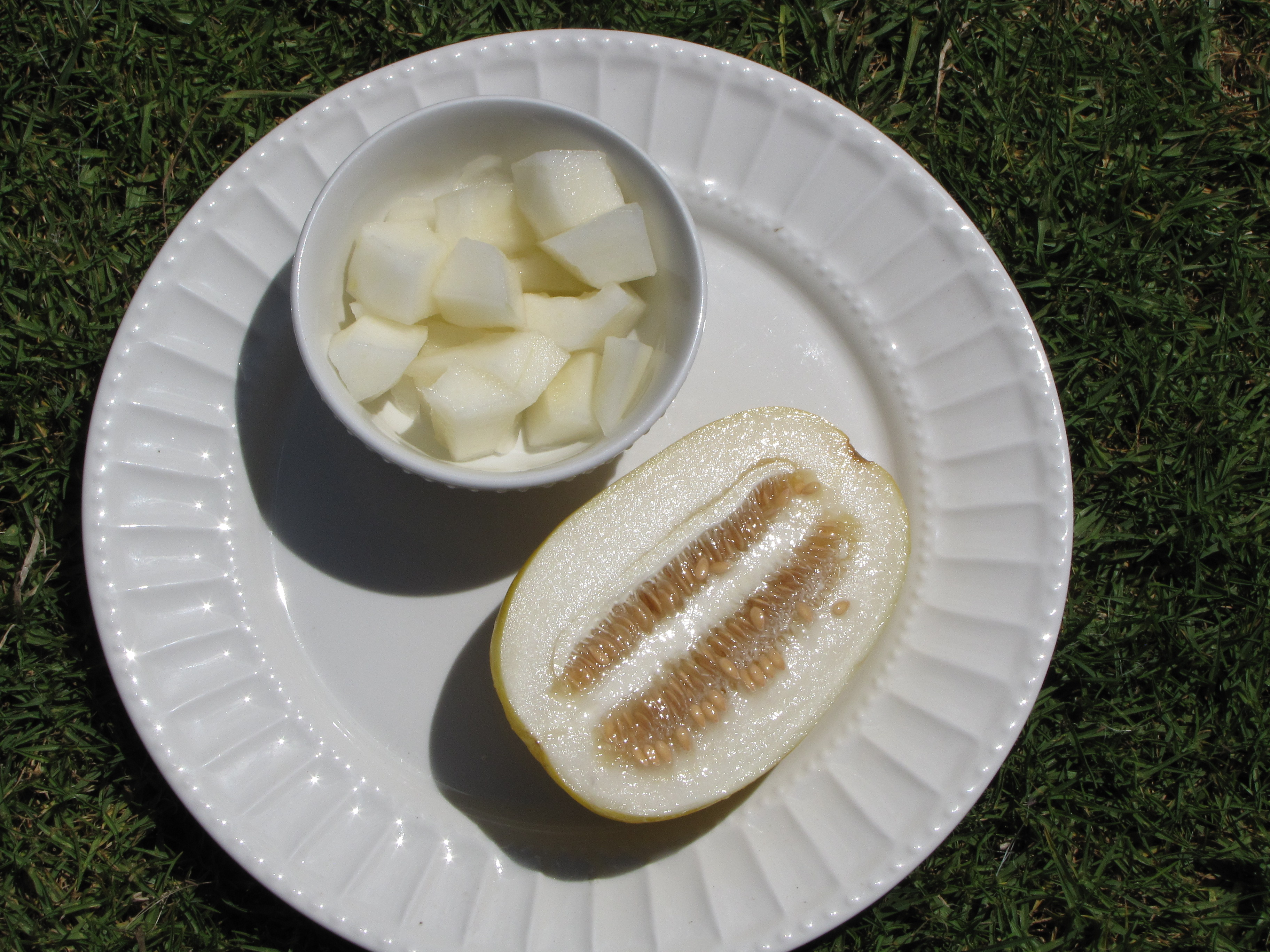
Seção longitudinal
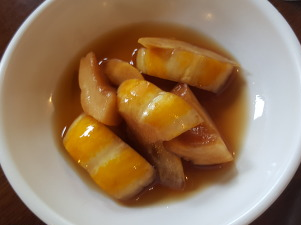
Chamoe-jangajji
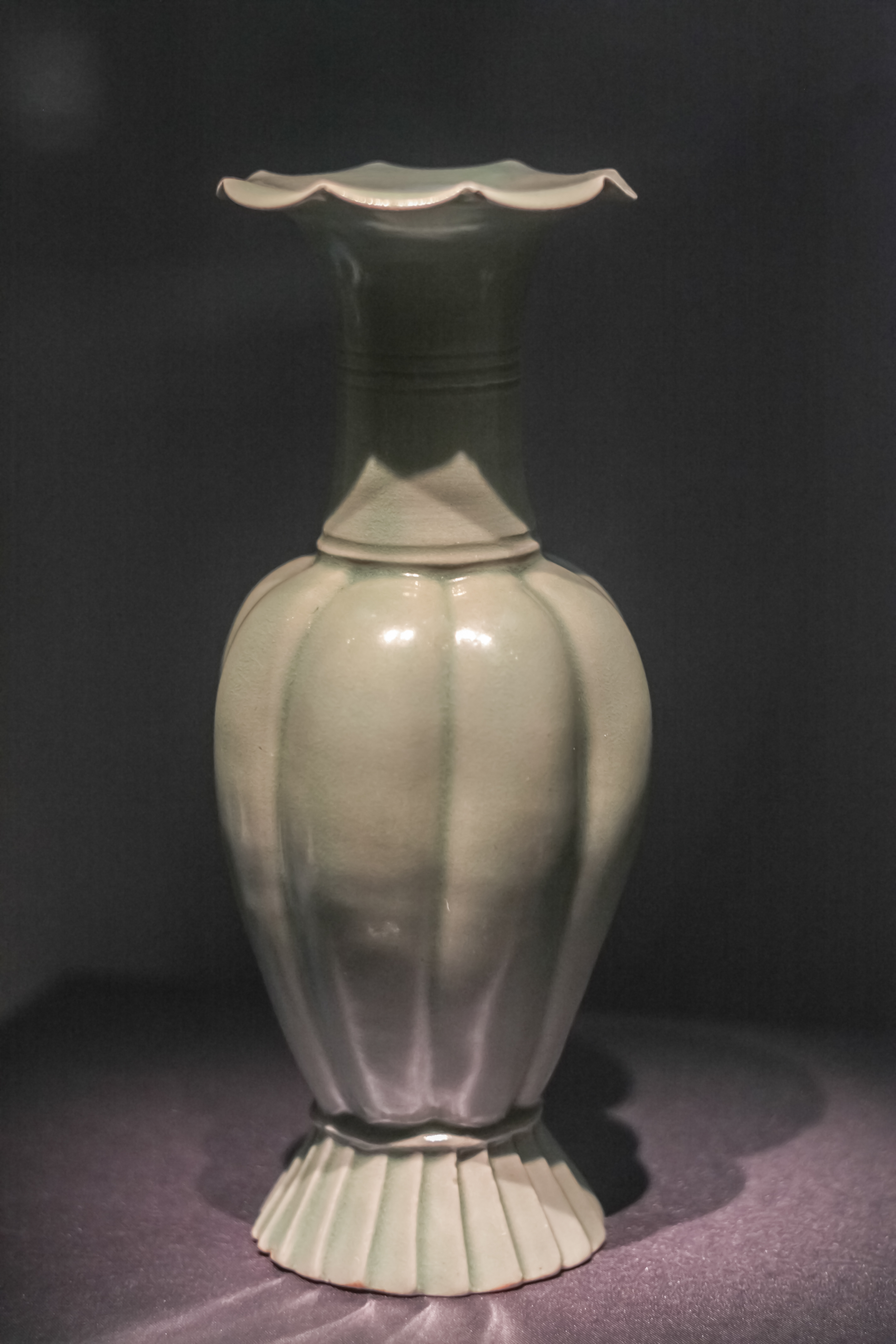
Garrafa celadon em forma de melão, de Goryeo (918–1392), no Museu Nacional da Coreia
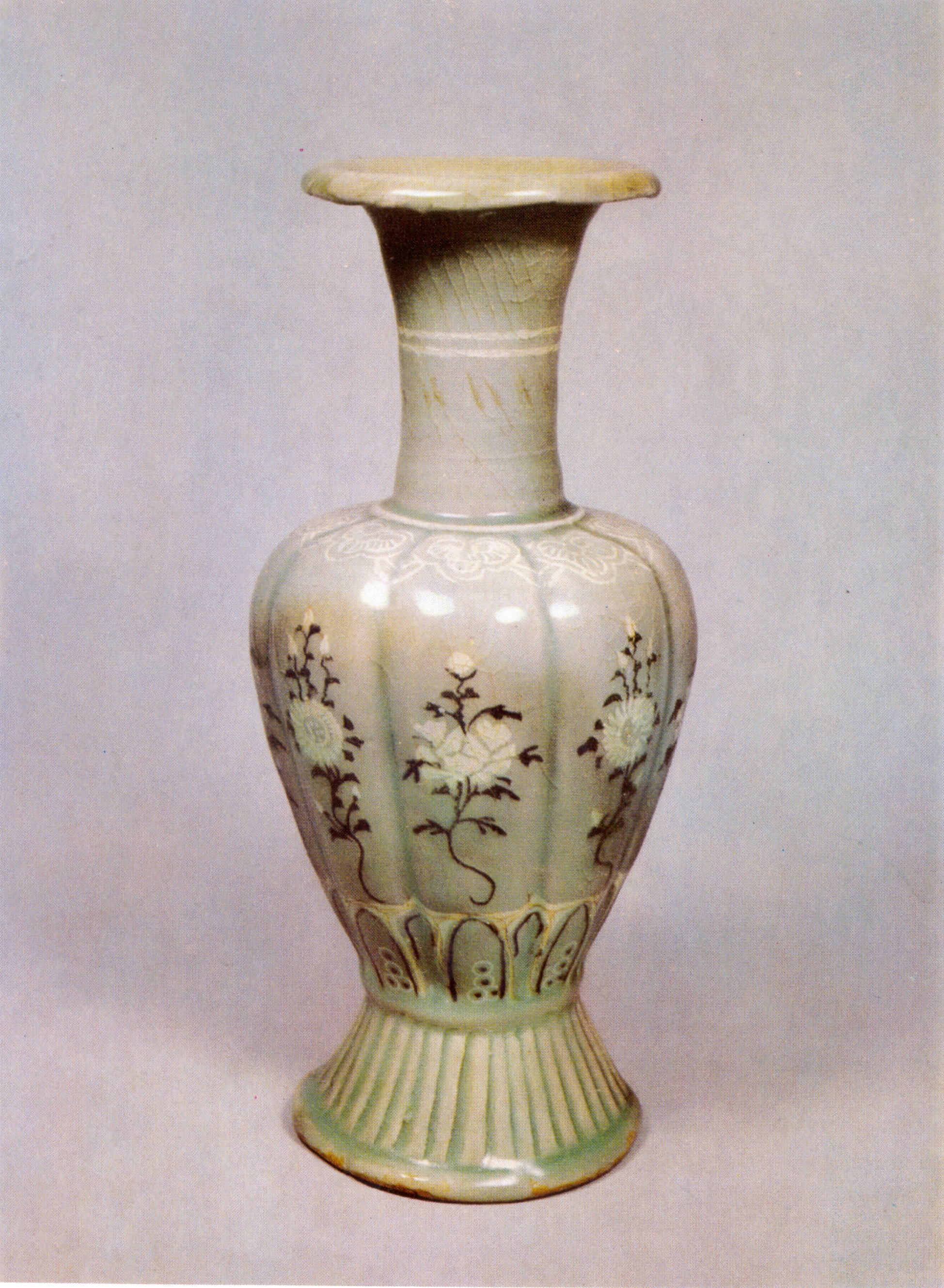
Garrafa celadon em forma de melão com padrão de peônia e crisântemo incrustada, de Goryeo, no Museu Nacional da Coreia

## Artigos relacionados
- Lista de frutas
- Lista de vegetais